# Charles Manson Superstar
Charles Manson Superstar è un film documentario del 1989 diretto da Nikolas Schreck, che tratta di Charles Manson e dei suoi seguaci.
Gran parte del documentario (l'intera intervista a Manson) venne filmato nel carcere di San Quintino. Nikolas e Zeena Schreck sono le voci narranti mentre scorrono le immagini e la musica suona in sottofondo. Ci sono brevi riprese dello Spahn Ranch, e un breve estratto di un'intervista al neonazista James Nolan Mason circa il gruppo terroristico "Universal Order". La colonna sonora del documentario è composta dai brani Death and Resurrection di Olivier Messiaen, Lucifer Rising di Bobby Beausoleil, Apocalypsis di Krzysztof Penderecki, Fill Your Heart di Biff Rose (nella versione di Tiny Tim) e The Satanic Mass di Anton LaVey oltre alle canzoni di Manson Clang Bang Clang e Mechanical Man tratte dall'album Lie: The Love and Terror Cult.